# 히오키촌 (효고현)
히오키촌(日置村)은 효고현 다키군에 있던 촌이다. 현재의 단바사사야마시에 사사야마강 우안 효고현도・교토부도 702호 사사야마 교탄바선의 연선에 해당한다.